# Osîcikî, Radomîșl
Osîcikî (în ucraineană Осички) este localitatea de reședință a comunei Osîcikî din raionul Radomîșl, regiunea Jîtomîr, Ucraina.

## Demografie
Componența lingvistică a localității Osîcikî
     Ucraineană (98,04%)
     Rusă (1,76%)
     Alte limbi (0,2%)
Conform recensământului din 2001, majoritatea populației localității Osîcikî era vorbitoare de ucraineană (98,04%), existând în minoritate și vorbitori de rusă (1,76%).

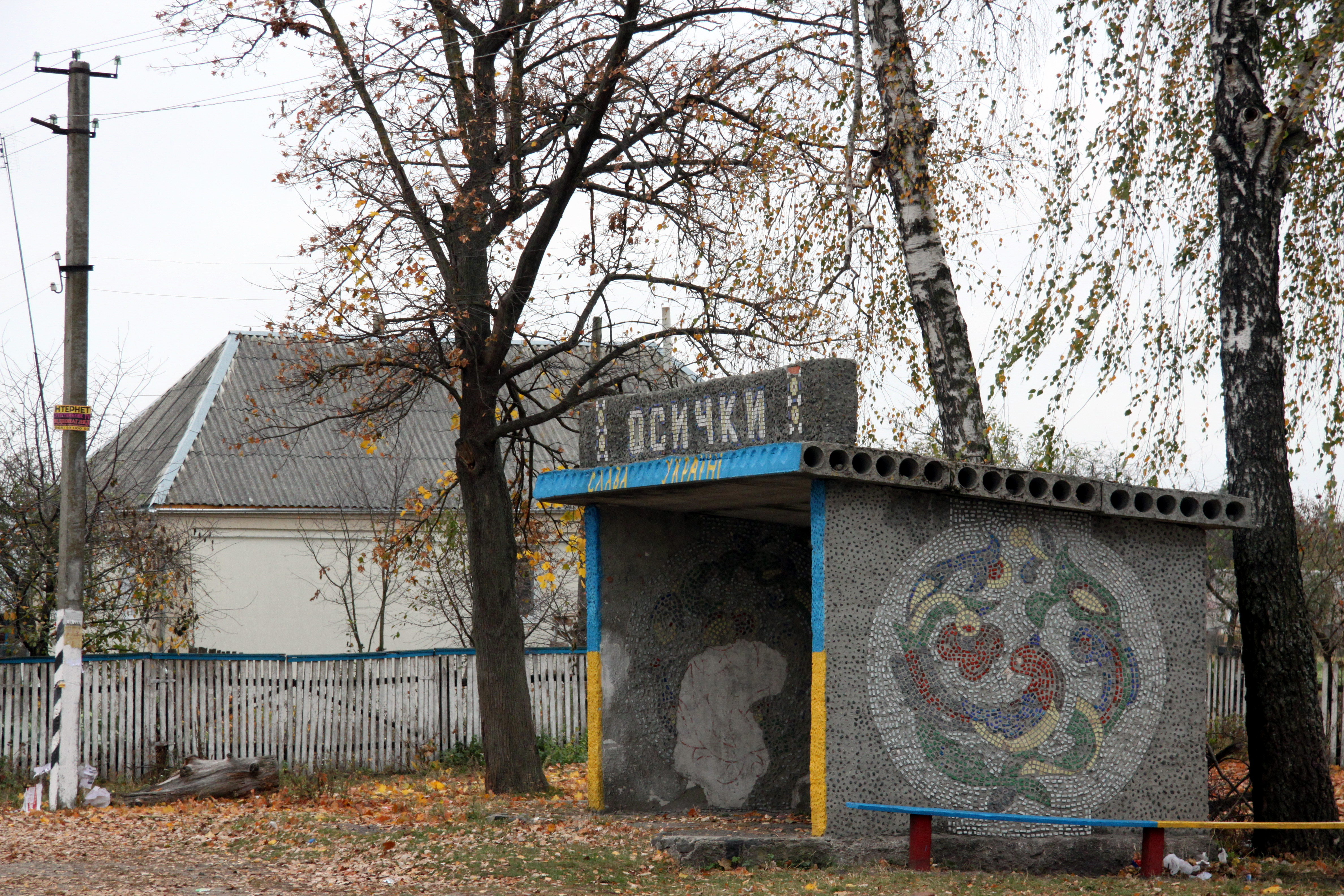
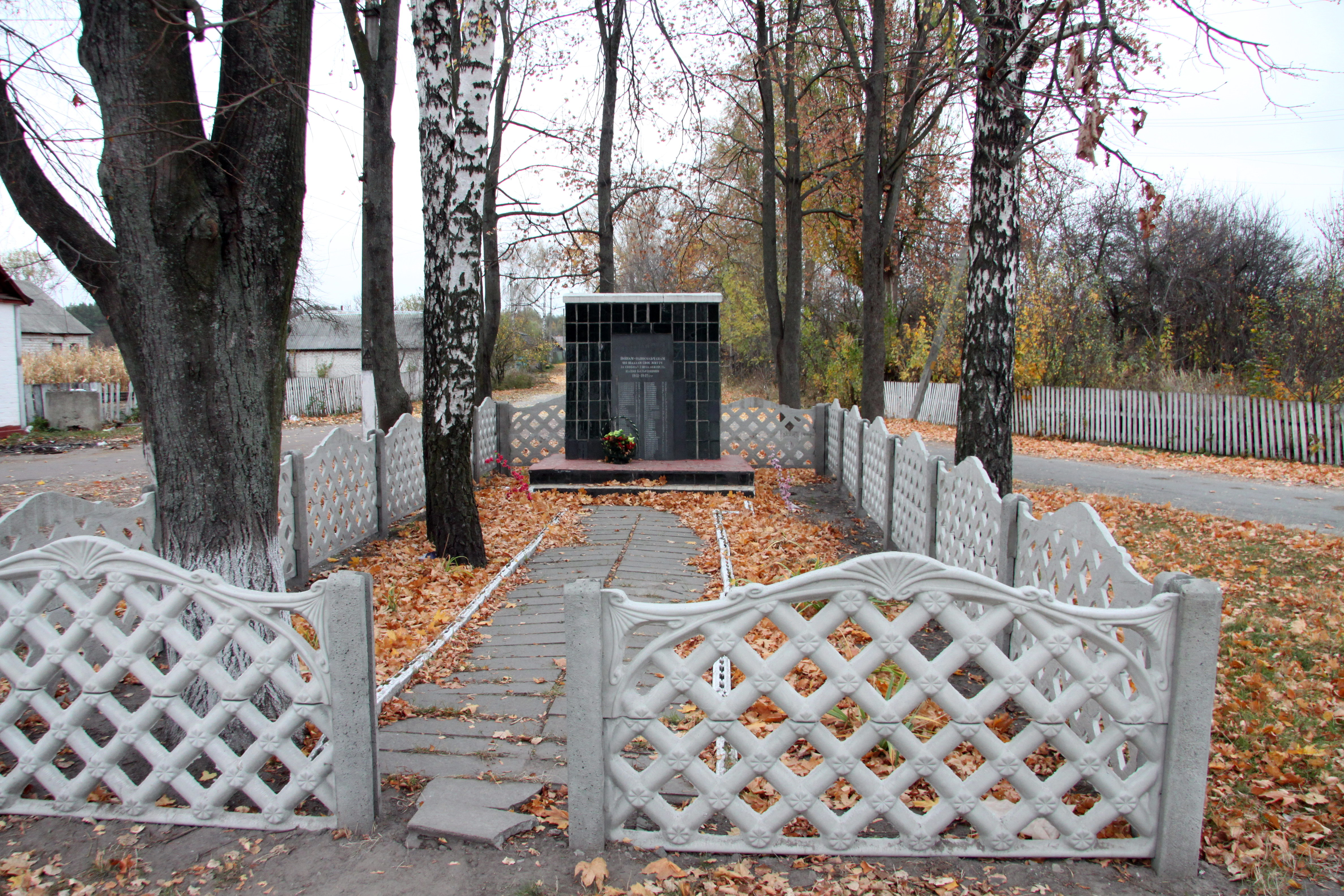